# Sommet du G20 de 2010 (Canada)
Pour les articles homonymes, voir Sommet du G20 de 2010.
Le sommet du G-20 de Toronto 2010 est la quatrième rencontre des chefs d’État du G20 à propos des marchés financiers et de l’économie mondiale à la suite de la crise économique de 2008-2010. Prenant place le 26 et 27 juin 2010 au Palais des congrès du Toronto métropolitain à Toronto, Ontario au Canada, sa préparation débuta dès avril 2010. Cette rencontre est tenue tout juste après le 36e sommet du G8 qui se déroule à Huntsville, à 215 kilomètres au nord-ouest de Toronto.
À l’origine, le premier ministre canadien Stephen Harper avait proposé que cet événement ait également lieu à Hunstville, mais cette ville de 18 000 habitants ne possédant pas les infrastructures suffisantes pour loger les chefs d’États, les journalistes et les manifestants du G-20 ; il fut donc transféré à Toronto.
Dans son discours de bienvenue à la rencontre des sherpas du G20, le premier ministre Harper annonce que le titre du sommet est Reprise et renaissance, en référence à la relance économique suivant la Crise économique de 2008-2010. Les discussions tenteront d’évaluer les résultats des réformes du secteur financier mondial, de développer des mesures soutenues de redressement de l’économie et de promouvoir le libre échange. En plus des membres du G-20, plusieurs chefs d’États de pays invités seront présents lors des discussions. Ce rassemblement, précédé par le Sommet du G20 de Pittsburg 2009, est suivi par le Sommet du G20 de Séoul de 2010 en novembre.

## Préparation

### Sécurité

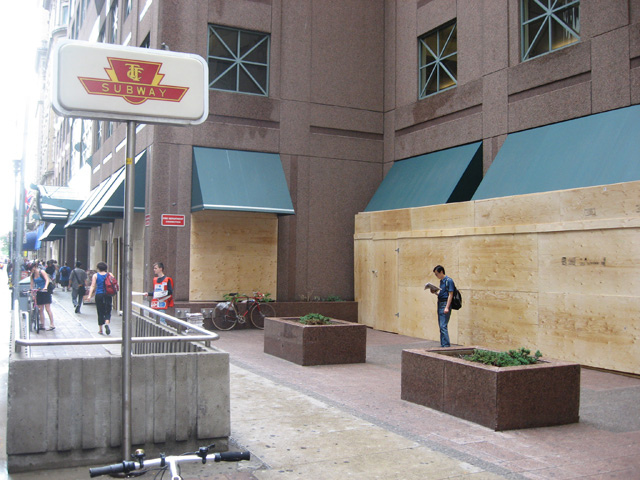
Des commerçants ayant érigé des planches de bois pour protéger leurs magasins des dégradations des opposants du sommet

Le coût total du sommet, incluant la sécurité, les infrastructures, et les coûts liés à la réception des invités est estimé à environ 1 milliard de dollars canadiens. Le sommet a nécessité de nombreuses opérations de sécurisation de la ville, qui font partie de la plus importante et chère opération de sécurité de l'histoire du Canada.
La sécurité est assurée par le Groupe intégré de la sécurité du G20 composé principalement de policiers de la Gendarmerie royale du Canada, du service de police de Toronto, des Forces canadiennes et de la police régionale de Peel.
Selon le quotidien canadien Globe and Mail, plus de 10 000 policiers, et de nombreux militaires seront déployés pour assurer la sécurité du sommet.
Comme chaque année, des opposants au sommet vont manifester dans la ville accueillant le sommet ; 20 000 personnes sont attendues. Le fait que les autres sommets du G20 ont été marqués par des violences et des vandalismes importants,, a été utilisé pour justifier ces importants dispositifs de sécurité. Toutefois malgré ces importantes mesures de sécurité, au moins quatre voitures de police ont été incendiées par les manifestants, et de nombreuses vitrines furent cassées. Plusieurs soupçons portent à croire que la police avait participé à l'émeute à l'aide d'agent provocateurs infiltré à l'intérieur du black-bloc formé à l'occasion de la manifestation 'get off the fence' de samedi après-midi.
Après la marche unitaire du samedi 26 juin, nommée "Les gens d'abord" ("People First"), le tout s'est divisé en de nombreuses manifestations sur les rues près du sommet du G-20. Des contingents anticapitalistes, principalement des anarchistes utilisant la technique du black bloc, se sont déplacés pour tenter d'aller plus loin que la symbolique de la simple manifestation. Le principal de ces contingents, 'get off the fence', invitait alors les gens à marcher vers le site du G20 pour ainsi atteindre la clôture. La marche s'est cependant transformée en émeute fracassant les vitrines d'au moins 40 commerces. En tout, quatre véhicules ont été brûlés. La police procéda à des arrestations massives après ces émeutes, mais aussi le lendemain devant le centre de détention temporaire. Ces arrestations furent aidées par la loi martiale imposée par le gouvernement provincial. Au total, 1105 personnes furent arrêtées par la police. Plusieurs organisations, dont Amnesty international, dénoncent les conditions dans lesquelles furent détenues ces personnes,.
Autres faits marquants, les opposants au sommets ont détruit une agence de la Banque royale du Canada en utilisant une bombe incendiaire, et le QG de la police de Toronto a été vandalisé.

## Participants
Participants officiels

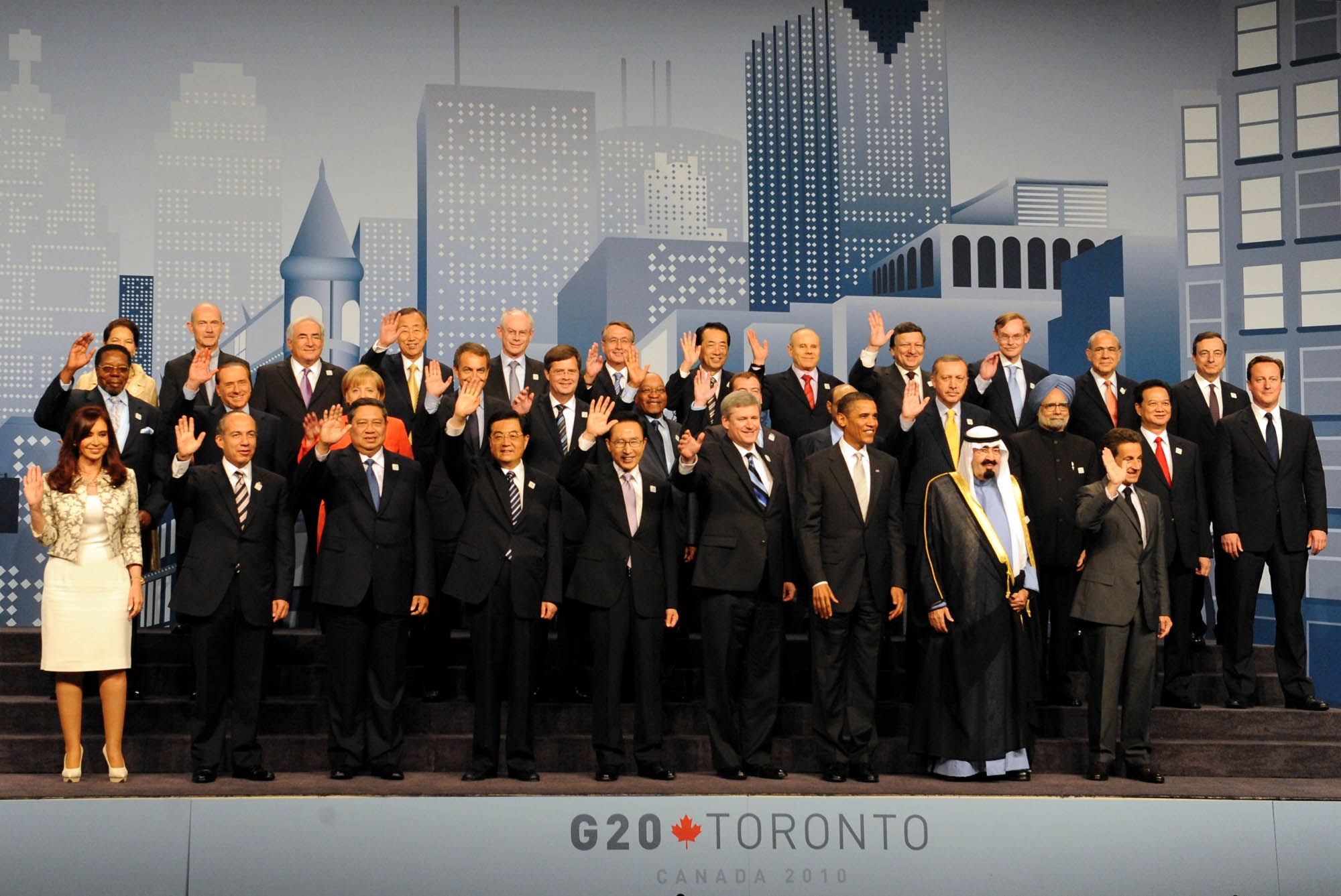
Photo de groupe des participants des pays officiels ; nations invitées ; représentations régionales et institutions internationales au G-20 du sommet de Toronto (Canada) (au total normalement 34 personnes - sur la photo 33 personnes dont la femme dite "non identifiée" (à gauche - dernier rang))

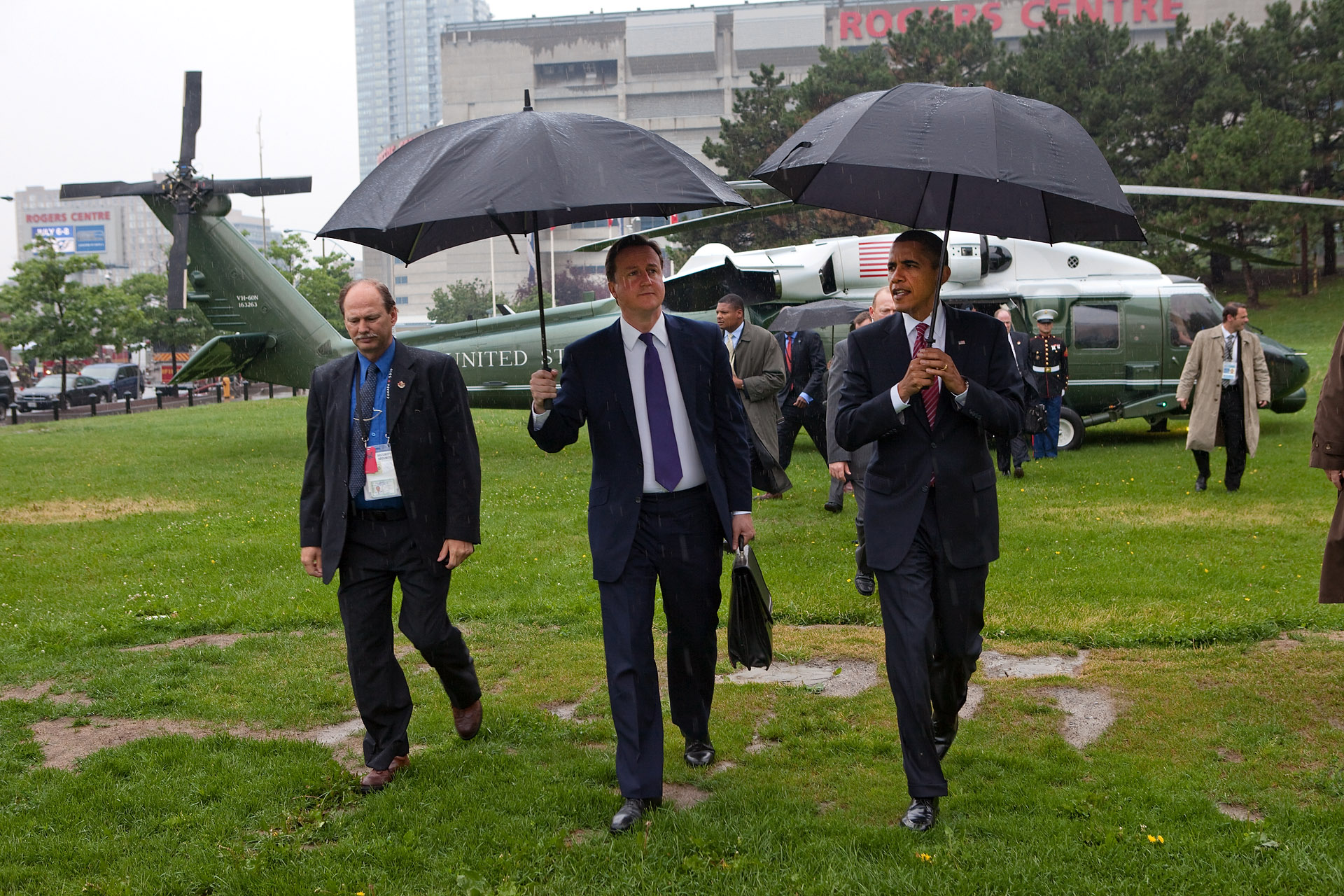
Barack Obama et David Cameron, au sommet du G-20, le 26 juin 2010

- Argentine représentée par Cristina Fernández de Kirchner, Présidente
- Australie représentée par Wayne Swan, Vice-Premier Ministre
- Brésil représenté par Guido Mantega, Ministre des Finances
- Canada représenté par Stephen Harper, Premier Ministre
- Chine représentée par Hu Jintao, Président
- États-Unis représentés par Barack Obama, Président
- France représentée par Nicolas Sarkozy, Président
- Allemagne représentée par Angela Merkel, Chancelière
- Inde représentée par Manmohan Singh, Premier Ministre
- Indonésie représentée par Susilo Bambang Yudhoyono, Président
- Italie représentée par Silvio Berlusconi, Premier Ministre
- Japon représenté par Naoto Kan, Premier Ministre
- Mexique représenté par Felipe Calderón, Président
- Corée du Sud représentée par Lee Myung-bak, Président
- Russie représentée par Dmitri Medvedev, Président
- Arabie saoudite représentée par Abdallah ben Abdelaziz Al Saoud, Roi
- Afrique du Sud représentée par  Jacob Zuma, Président
- Turquie représentée par Recep Tayyip Erdoğan, Premier Ministre
- Royaume-Uni représenté par David Cameron, Premier Ministre

Nations invitées
- Éthiopie représentée par Girma Wolde-Giorgis, Président
- Espagne représentée par José Luis Rodríguez Zapatero, Premier Ministre
- Malawi représenté par Bingu wa Mutharika, Président
- Pays-Bas représentés par Jan Peter Balkenende, Premier Ministre
- Nigeria représenté par Goodluck Jonathan, Président
- Viêt Nam représenté par Nguyễn Minh Triết, Président

Représentation régionale
- Union européenne (Commission européenne) représentée par José Manuel Barroso, Président
- Union européenne (Conseil européen) représenté par Herman Van Rompuy, Président du conseil européen

Institutions internationales
- La Banque mondiale représentée par Robert Zoellick, Président
- Fonds monétaire international représenté par  Dominique Strauss-Kahn, Directeur
- Forum de stabilité financière représenté par Mario Draghi, Président
- Nations unies représentées par Ban Ki-moon, Secrétaire général
- Organisation de coopération et de développement économiques, représentée par José Ángel Gurría, Secrétaire général
- Organisation internationale du travail représentée par Juan Somavía, Directeur général
- Organisation mondiale du commerce représentée par Pascal Lamy, Directeur général

## Résultats

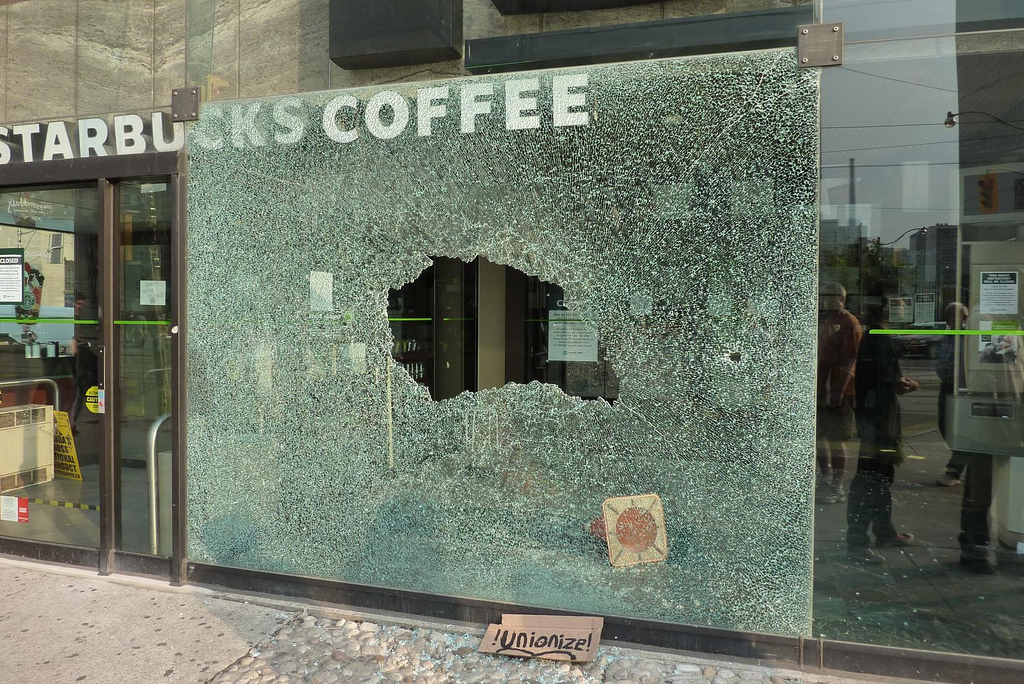
Radio Canada ironise sur le fait que les dégradations ont été plus marquantes que les résultats du G-20 eux-mêmes

Les pays du G-20 se sont engagés à réduire de moitié leurs déficits budgétaires en trois ans, tout en essayant de soutenir la reprise; et à lutter contre les pratiques risquées de leurs banques sans restreindre l'offre de crédits ; ce qui a été perçu comme trop « consensuel » pour être réellement efficace.
Les résultats de ce sommet ont été perçus comme faibles, la presse regrettant l'absence de réforme majeure,, critiquant le coût du sommet pour un tel résultat.
10 000 personnes firent des manifestations et rallyes pacifiques, mais il y eut  aussi une émeute alors qu'un sous-groupe usant des tactiques "black bloc" causèrent du vandalisme à 40 commerces de Toronto pour 750 000$. 20 000 polices, militaires et gardes étaient présents; 97 officiers et 39 civils furent blessés.
Il y eut plus de 1 000 arrestations, le plus grand nombre de l'histoire canadienne. Par la suite, le Toronto Police Service et le Integrated Security Unit (ISU) du G20 Toronto furent critiqués pour leur brutalité durant les arrestations. Un procès de type "class action" contre la police de Toronto fut autorisé le 25 novembre 2016. Le 17 août 2020, la Presse Canadienne annonçait que le jugement résultait en $16,5 million (de 5 000 à  24 700$ par personne emprisonnée).